# Parrett
Parrett – rzeka w Wielkiej Brytanii, w hrabstwie Somerset długości ok. 80 km. Od Bridgwater do Kanału Bristolskiego żeglowna. Połączony z rzeką Tone za pomocą Kanału Bridgwater - Taunton.

## Nazwa
Pochodzi od Barge river (rzeka dla barek).

## Fauna
Rzeka jest siedliskiem węgorzy i corocznie jest zarybiana.

## Pływy
Rzeka ulega silnym pływom z Kanału Bristolskiego. Ma to wpływ na dolny bieg rzeki. Pływy wtłaczają wodę do trzydziestu kilometrów w głąb lądu, co powoduje zmianę poziomu rzeki o dwa metry w skali dnia. 

## Turystyka
Wzdłuż rzeki przebiega szlak pieszy. Parrett nadaje się do spływów kajakowych, jednak z powodu pływów są one niebezpieczne i uciążliwe.